# Margot Kessler
Margot Kessler (* 8. September 1948 in Kehmstedt, Landkreis Nordhausen) ist eine deutsche Politikerin (SPD).
1967 erhielt Kessler ihr Abitur und ihren Facharbeiterabschluss als Betriebs- und Verkehrseisenbahnerin, 1971 folgte ihr Diplom in Indologie und Ökonomie an der Universität Leipzig. Von 1971 bis 1982 war sie Mitarbeiterin im Ministerium für Auswärtige Angelegenheiten der DDR und hielt sich im Rahmen dessen in Indien, Pakistan, Bangladesch und Spanien auf. Später arbeitete sie als technische Übersetzerin im IFA-Motorenwerk Nordhausen und als Angestellte im Ferienheim Cottana in Bleicherode. Von 1994 bis 1999 war sie ehrenamtliche Richterin am Verwaltungsgericht Weimar.
Kessler trat 1989 in die SPD ein, bei der sie einige Jahre lang Geschäftsführerin der Kreisverbände Kyffhäuser und Nordhausen war. 1990 kandidierte sie für die Volkskammer, 1994 und 1998 im Wahlkreis Nordhausen – Worbis – Heiligenstadt für den Bundestag. Von 1999 bis 2004 gehörte sie dem Europäischen Parlament an, dort war sie Vorsitzende der Intergruppe "Frieden für das Volk der Westsahara". Ferner war sie lange Jahre Mitglied des Kreistags des Landkreises Nordhausen, bis sie ihr Mandat zum 1. September 2012 niederlegte.
Kessler ist Mutter zweier Söhne.